# Regione di Ucayali
Ucayali è una regione del Perù di 432 159 abitanti, che ha come capoluogo Pucallpa.

## Geografia antropica

### Suddivisioni amministrative
La regione è suddivisa in 4 province che sono composte di 14 distretti. Le province, con i relativi capoluoghi tra parentesi, sono:
- Atalaya (Atalaya)
- Coronel Portillo (Pucallpa)
- Padre Abad (Aguaytía)
- Purús (Esperanza)